# Simone Perrotta
Simone Perrotta (nascut el 17 de setembre de 1977 a Ashton-under-Lyne, Gran Manchester, Anglaterra) és un exfutbolista italià que jugava com a migcampista. Va ser internacional amb la selecció italiana.